# Гозвинский, Фёдор Касьянович
Фёдор Касьянович Гозвинский — русский переводчик XVII века. 
В 1608 служил при Посольском приказе. Гозвинскому принадлежит первый перевод басен Эзопа, сделанный в 1608 году; здесь, кроме басен, помещена и Планудова биография Эзопа. Перевод этот находился в рукописи конца XVIII века в Публичной библиотеке.
Ф. К. Гозвинский также перевёл «Тропник» папы римского Иннокентия (опубликовано в «Румянцевском сборнике» № 367)
Личность переводчика определяется в заключении этой книги таким образом: «Лета 7117 (1609), месяца июля в 11 день перевел сию книгу с польского языка на русский язык Феодор Касянов сын Гозвинский, греческих слов и польских переводчик».

## Сочинения
- Фёдор Гозвинский // Виршевая поэзия.— М., 1989. — С. 25-26.